# Parapseudes francispori
Parapseudes francispori är en kräftdjursart som först beskrevs av Mihai Bacescu 1980.  Parapseudes francispori ingår i släktet Parapseudes och familjen Parapseudidae. Inga underarter finns listade i Catalogue of Life.